# Zamach w Tabie (2004)

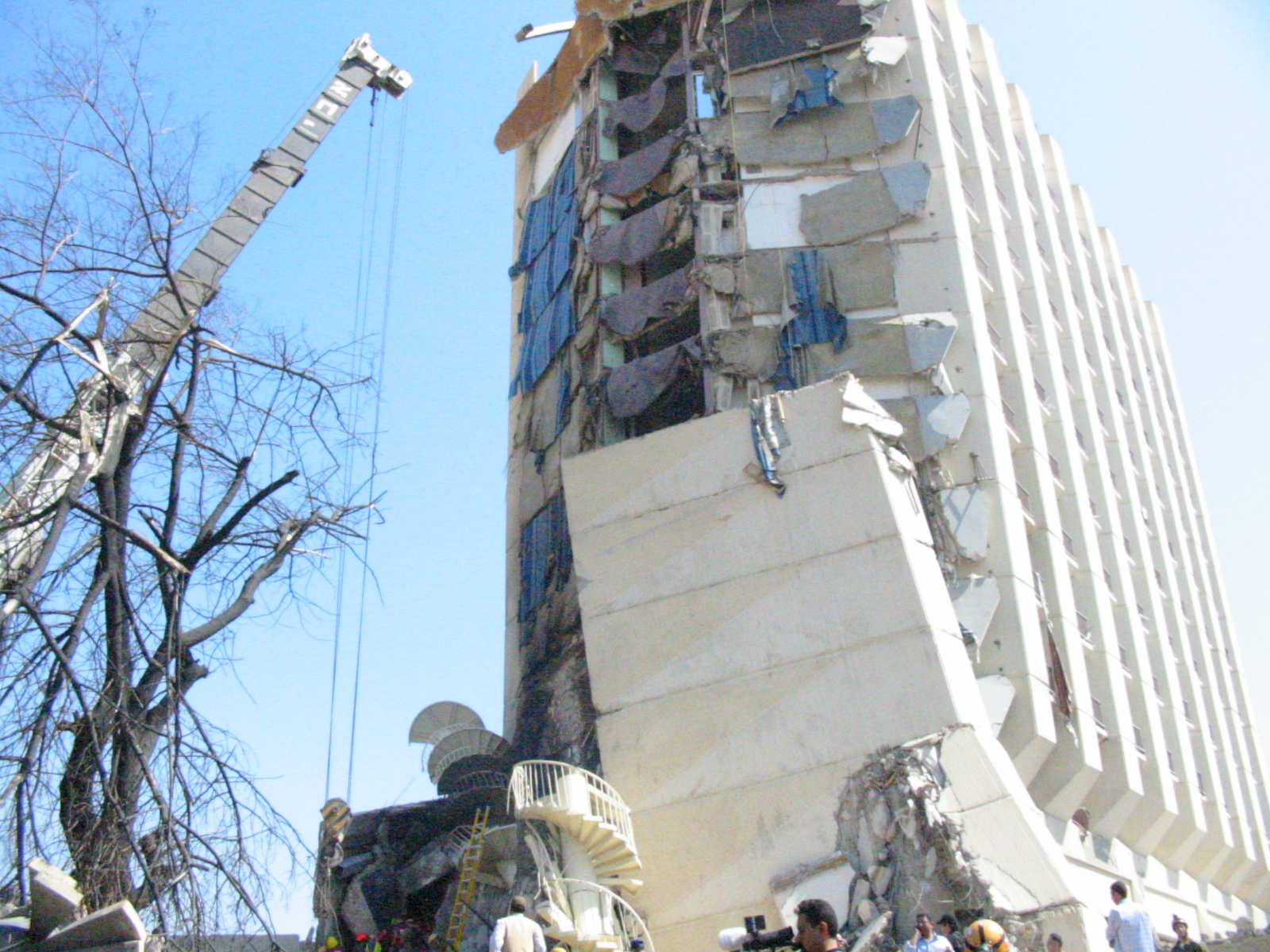
Hotel Taba Hilton po zamachu

Zamach w Tabie (2004) - seria ataków bombowych, która 7 października 2004 roku wstrząsnęła egipskim kurortem Taba na północno-wschodnim krańcu półwyspu Synaj w muhafazie Synaj Południowy (przy granicy z Izraelem). 

## Miejsce  i skutki ataków
W ataku na hotel bomby zabiły 34 osoby, a blisko 150 zostało rannych, w miejscach uczęszczanych przez turystów izraelskich, głównie w hotelu Taba Hilton i dwóch sąsiednich kurortach: Ras asz-Szitan i Nuwajba, blisko granicy izraelsko - egipskiej nad Morzem Czerwonym.
Najtragiczniejszy w skutkach okazał się zamach w Tabie, gdzie w wyniku potężnej eksplozji zawaliło się 10-piętrowe skrzydło hotelu Hilton i wybuchł pożar. Wśród ofiar zamachu znaleźli się przede wszystkim Izraelczycy (12 osób) spędzający w hotelu okres świąt Sukot, turyści z Rosji i Włoch oraz pracownicy egipscy.
Miejscowości, w których były eksplozje, zostały otoczone kordonem bezpieczeństwa. Zablokowano również drogi w promieniu 10 km od miejsc zamachów. 
Sztab antyterrorystyczny przy kancelarii premiera Izraela Ariela Szarona nakazał wszystkim Izraelczykom (ok. 20 tysięcy turystów) natychmiastowe opuszczenie Półwyspu Synaj, gdyż istniało duże prawdopodobieństwo, iż będą oni celem kolejnych ataków terrorystycznych. 
Dwóch organizatorów - Palestyńczyk Ajad Said Salah oraz Egipcjanin Sulejman Ahmed Saleh Flajfil - zginęło w trakcie ataku.

## Odpowiedzialność i aresztowania za zamachy
Przyznały się do nich dwie islamskie organizacje, jedna powiązana z al Kaidą. Po zamachach zamknięto  tutejsze egipsko-izraelskie przejście graniczne i przepuszczane były tylko karetki pogotowia przewożące ofiary zamachów do Ejlatu. 
W Egipcie aresztowano kilkadziesiąt osób podejrzewanych o przeprowadzenie zamachów bombowych w Tabie. Najwięcej aresztowno Beduinów w mieście Arisz na północy Synaju. Dwóch domniemanych terrorystów egipskie służby zabiły.

## Narodowości ofiar zamachu
| Kraj              | Liczba ofiar |
| ----------------- | ------------ |
| Egipt             | 18           |
| Izrael            | 12           |
| Włochy            | 2            |
| Rosja             | 1            |
| Stany Zjednoczone | 1            |
| Razem:            | 34           |